# Liste des films produits par Miramax
Cette liste recense les films produits par le studio Miramax par date de première sortie en salles. Les films uniquement distribués par la société ne doivent pas y figurer.

## Années 1980
- 1981 : Carnage (The Burning) de Tony Maylam
- 1987 : Working Girl de Mike Nichols
- 1989 : My Left Foot de Jim Sheridan
- 1989 : Sexe, Mensonges et Vidéo (Sex, Lies, and Videotape) de Steven Soderbergh

## Années 1990
- 1990 : Attache-moi ! (¡Átame!) de Pedro Almodóvar
- 1990 : Le Chemin de la liberté (The Long Walk Home) de Richard Pearce
- 1992 : Reservoir Dogs de Quentin Tarantino
- 1992 : The Crying Game de Neil Jordan
- 1994 : Clerks, les employés modèles (Clerks) de Kevin Smith
- 1994 : Coups de feu sur Broadway (Bullets Over Broadway) de Woody Allen
- 1994 : Pulp Fiction de Quentin Tarantino
- 1994 : Sirens de John Duigan
- 1994 : Exotica de Atom Egoyan
- 1994 : Fresh de Boaz Yakin
- 1994 : Prêt à porter (Ready to Wear) de Robert Altman
- 1995 : Prêtre (Priest) de Antonia Bird
- 1995 : Groom Service (Four Rooms) (film collectif)
- 1995 : Halloween 6 (Halloween: The Curse of Michael Myers) de Joe Chappelle
- 1996 : Le Patient anglais (The English Patient) de Anthony Minghella
- 1996 : Scream de Wes Craven
- 1996 : Sling Blade de Billy Bob Thornton
- 1996 : Swingers de Doug Liman
- 1996 : Basquiat de Julian Schnabel
- 1996 : Le Porteur de cercueil (The Pallbearer) de Matt Reeves
- 1997 : Méprise multiple (Chasing Amy) de Kevin Smith
- 1997 : Will Hunting (Good Will Hunting) de Gus Van Sant
- 1997 : Scream 2 de Wes Craven
- 1997 : La vie est belle (La vita è bella) de Roberto Benigni (diffusion hors Europe)
- 1997: Jackie Brown de Quentin Tarantino
- 1998 : Titanica de Stephen Low (présenté en IMAX 3-D)
- 1998 : Princesse Mononoké de Hayao Miyazaki (diffusion aux États-Unis)
- 1998 : Shakespeare in Love de John Madden
- 1998 : Halloween, 20 ans après (Halloween H20: Twenty Years Later) de Steve Miner
- 1999 : L'Œuvre de Dieu, la part du Diable (The Cider House Rules) de Lasse Hallström
- 1999 : Le Talentueux Mr Ripley (The Talented Mr. Ripley) de Anthony Minghella (en association avec Paramount Pictures)

## Années 2000
- 2000 : Scream 3 de Wes Craven
- 2001 : Le Chocolat (Chocolat) de Lasse Hallström
- 2001 : Spy Kids de Robert Rodriguez
- 2001 : Jay et Bob contre-attaquent (Jay and Silent Bob Strike Back) de Kevin Smith
- 2001 : Le Navidson Record
- 2001 : Kate et Léopold (Kate and Leopold) de James Mangold
- 2002 : Spy Kids 2 : Espions en herbe (Spy Kids 2: Island of Lost Dreams) de Robert Rodriguez
- 2002 : Chicago de Rob Marshall
- 2002 : Gangs of New York de Martin Scorsese
- 2002 : Full Frontal de Steven Soderbergh
- 2002 : Cypher (Company Man)
- 2002 : Halloween: Resurrection de Rick Rosenthal
- 2003 : Spy Kids 3 : Mission 3D de Robert Rodriguez
- 2003 : La Couleur du mensonge (The Human Stain) de Robert Benton
- 2003 : Master and Commander : De l'autre côté du monde de Peter Weir (en association avec la 20th Century Fox et Universal)
- 2003 : Kill Bill : Volume 1 de Quentin Tarantino (Distribution en France TFM Distribution)
- 2003 : Hôtesse à tout prix (View From the Top) de Bruno Barreto
- 2004 : Retour à Cold Mountain (Cold Mountain) de Anthony Minghella
- 2004 : Neverland de Marc Forster
- 2004 : "Ella au pays enchanté" de Tommy O'Haver
- 2004 : The Aviator de Martin Scorsese
- 2004 : Kill Bill : Volume 2 de Quentin Tarantino (Distribution en France TFM Distribution)
- 2004 : Bionicle 2 : La Légende de Metru Nui (Bionicle 2: Legends of Metru Nui) de Terry Shakespeare et David Molina
- 2005 : Otage (Hostage) de Florent Emilio Siri
- 2005 : Sin City de Frank Miller et Robert Rodriguez
- 2005 : Bionicle 3 : La Menace de l'ombre (Bionicle 3: Web of Shadows) de  Terry Shakespeare et David Molina
- 2005 : De l'ombre à la lumière (Cinderella Man) de Ron Howard (avec Universal)
- 2005 : Les Frères Grimm (The Brothers Grimm) de Terry Gilliam (avec Dimension Films)
- 2006 : Scary Movie 4 de David Zucker
- 2006 : The Queen de Stephen Frears
- 2007 : Par effraction (Breaking and Entering) de Anthony Minghella
- 2007 : No Country for Old Men de Joel et Ethan Coen (pour la distribution aux États-Unis ; Paramount Vantage s'est chargé de le distribuer ailleurs dans le monde)
- 2007 : Gone Baby Gone de Ben Affleck
- 2007 : Faussaire (The Hoax) de Lasse Hallström
- 2007 : There Will Be Blood de Paul Thomas Anderson
- 2008 : Retour à Brideshead (Brideshead Revisited) de Julian Jarrold (coproduction avec Warner Independent Pictures et Recorded Picture Company)
- 2008 : Smart People de Noam Murro
- 2008 : Reprise de Joachim Trier
- 2008 : City of Men de Paulo Morelli
- 2008 : Blindness de Fernando Meirelles
- 2008 : Le Garçon au pyjama rayé (The Boy in the Striped Pyjamas) de Mark Herman
- 2008 : Be Happy (Happy-Go-Lucky) (coproduction avec Summit Entertainment, Ingenious Film Partners et Film4) de Mike Leigh
- 2008 : Doute (Doubt) de John Patrick Shanley
- 2009 : Dean Spanley de Toa Fraser
- 2009 : Adventureland : Un job d'été à éviter (Adventureland) de Greg Mottola (coproduction avec Sidney Kimmel Entertainment et This is That)
- 2009 : Chéri de Stephen Frears (coproduction avec UK Film Council)
- 2009 : Extract de Mike Judge
- 2009 : Mes garçons sont de retour (The Boys Are Back) de Scott Hicks (coproduction avec Tiger Aspect Productions et BBC Films)
- 2009 : Everybody's Fine (coproduction avec Radar Pictures et Hollywood Gang Productions) de Kirk Jones

## Années 2010
- 2010 : Last Night de Massy Tadjedin (coproduction avec Gaumont)
- 2010 : Une famille très moderne (The Switch) de Josh Gordon (coproduction avec Mandate Pictures)
- 2010 : La Tempête (The Tempest)  de Julie Taymor (coproduction avec Touchstone Pictures)
- 2011 : Don't Be Afraid of the Dark de Troy Nixey
- 2011 : L'Affaire Rachel Singer  de John Madden (coproduction avec Marv Films)
- 2011 : Le Pacte (Seeking Justice)  de Roger Donaldson (coproduction avec Millennium Entertainment, Endgame Entertainment, Maguire Entertainment et Ram Bergman Productions)
- 2011 : Gnoméo et Juliette (Gnomeo and Juliet) de Kelly Asbury
- 2014 : Sin City : J'ai tué pour elle (Sin City: A Dame to Kill For) de Frank Miller et Robert Rodriguez
- 2015 : Témoin à louer (The Wedding Ringer) de Jérémy Garelick
- 2016 : Amityville: The Awakening de Franck Khalfoun
- 2016 : Viral de Henry Joost et Ariel Schulman
- 2016 : Bridget Jones Baby de Sharon Maguire
- 2016 : Bad Santa 2 de Mark Waters
- 2017 : The Torture
- 2017 : Red Dead Redemption
- 2017 : Wherever, Whatever
- 2017 : Annoying Orange Goes Wild
- 2017 : Time for Africa
- 2017 : Black Magic Woman
- 2017 : Up on Cripple Creek
- 2017 : The Shape I'm In
- 2017 : It Makes No Difference
- 2017 : Life Is a Carnival
- 2018 : Knights of Cydoria
- 2018 : Fifi Brindacier 2
- 2018 : Nena
- 2018 : Saturday Night Fever
- 2018 : Sonic, le film
- 2018 : Street Sharks (série télévisée d'animation) de Robert Askin
- 2018 : Winnie the Pooh Meets The Three Little Ducklings
- 2018 : Halloween de David Gordon Green

## Années 2020
- 2020 : The Gentlemen de Guy Ritchie
- 2021 : Un homme en colère (Wrath of Man) de Guy Ritchie
- 2021 : Mother/Android de Mattson Tomlin (en)
- 2021 : Halloween Kills de David Gordon Green
- 2022 : Halloween Ends de David Gordon Green
- 2022 : Avoue, Fletch (Confess, Fletch) de Greg Mottola
- 2023 : Operation Fortune: Ruse de guerre de Guy Ritchie
- 2023 : Animal Crackers de Tony Bancroft
- 2023 : Old Dads de Bill Burr
- 2024 : The Beekeeper de David Ayer
- 2024 : Here de Robert Zemeckis
- 2024 : The Exorcism de Joshua John Miller et M. A. Fortin
- 2025 : Inheritance de Neil Burger
- 2025 : Bridget Jones : Folle de lui (Bridget Jones: Mad About the Boy) de Michael Morris